# Shelley Rhead-Skarvan
Shelley Rhead-Skarvan (gebürtig Rhead; * 16. Februar 1965 in Moose Jaw) ist eine ehemalige kanadische Eisschnellläuferin.

## Werdegang
Rhead-Skarvan startete international erstmals in der Saison 1983/84 und kam bei den Sprintweltmeisterschaft 1985 in Heerenveen auf den 17. Platz. In der Saison 1985/86 nahm sie in Berlin erstmals am Eisschnelllauf-Weltcup teil, wobei sie über 1000 m die Plätze 12 und acht sowie über 500 m die Plätze 12 und neun errang. In der Saison 1986/87 kam sie im  Weltcup achtmal unter den ersten Zehn und erreichte in Assen mit dem vierten Platz über 500 m ihr bestes Ergebnis im Weltcup. Sie errang damit zum Saisonende den neunten Platz im Weltcup über 1000 m und den sechsten Platz im Weltcup über 500 m. Zudem lief sie bei der Sprintweltmeisterschaft 1987 in Québec auf den 19. Platz. In der folgenden Saison wurde sie mit vier Top-Zehn-Platzierungen Neunte im Weltcup über 500 m und bei der Sprintweltmeisterschaft 1988 in West Allis Zwölfte. Beim Saisonhöhepunkt, den Olympischen Winterspielen 1988 in Calgary, belegte sie den 14. Platz über 1000 m und den sechsten Rang über 500 m. Nach Platz neun über 1000 m sowie Rang sechs über 500 m beim Weltcup in Berlin zu Beginn der Saison 1988/89, lief sie Mehrkampfweltmeisterschaft 1989 in Lake Placid auf den 23. Platz im Kleinen Vierkampf und bei der Sprintweltmeisterschaft 1989 in Heerenveen auf den siebten Rang. Im Weltcup errang sie zum Saisonende mit drei weiteren Top-Zehn-Platzierungen den siebten Platz im Weltcup über 500 m. In den folgenden Jahren kam sie bei der Sprintweltmeisterschaft 1990 in Tromsø auf den 19. Platz und bei der Sprintweltmeisterschaft 1991 in Inzell auf den 18. Rang. In der Saison 1991/92 erreichte sie den zehnten Platz im Weltcup über 500 m und nahm in Inzell letztmals an dieser Rennserie teil, wobei sie den 15. Platz über 500 m errang. Beim Saisonhöhepunkt, den Olympischen Winterspielen 1992 in Albertville, belegte sie den 25. Platz über 1000 m und den 18. Rang über 500 m.

## Erfolge

### Olympische Spiele
- 1988 Calgary: 6. Platz 500 m, 14. Platz 1000 m
- 1992 Albertville: 18. Platz 500 m, 25. Platz 1000 m

### Mehrkampf-Weltmeisterschaften
- 1989 Lake Placid: 23. Platz Kleinen Vierkampf

### Sprint-Weltmeisterschaften
- 1985 Heerenveen: 17. Platz Sprint-Mehrkampf
- 1987 Québec: 19. Platz Sprint-Mehrkampf
- 1988 West Allis: 12. Platz Sprint-Mehrkampf
- 1989 Heerenveen: 7. Platz Sprint-Mehrkampf
- 1990 Tromsø: 19. Platz Sprint-Mehrkampf
- 1991 Inzell: 18. Platz Sprint-Mehrkampf

## Persönliche Bestleistungen
| Disziplin | Zeit        | Datum            | Ort     |
| --------- | ----------- | ---------------- | ------- |
| 500 m     | 40,36 s     | 13. Februar 1988 | Calgary |
| 1000 m    | 1:21,84 min | 13. Februar 1988 | Calgary |
| 1500 m    | 2:09,39 min | 29. Januar 1989  | Calgary |
| 3000 m    | 4:42,28 min | 28. Januar 1989  | Calgary |